# Голендри-Пйотрковські
Голендри-Пйотрковські (пол. Holendry Piotrkowskie) — село в Польщі, у гміні Козениці Козеницького повіту Мазовецького воєводства.
Населення — 175 осіб (2011).
У 1975-1998 роках село належало до Радомського воєводства.

## Демографія
Демографічна структура станом на 31 березня 2011 року:
|          | Загалом | Допрацездатний вік | Працездатний вік | Постпрацездатний вік |
| -------- | ------- | ------------------ | ---------------- | -------------------- |
| Чоловіки | 78      | 13                 | 57               | 8                    |
| Жінки    | 97      | 21                 | 56               | 20                   |
| Разом    | 175     | 34                 | 113              | 28                   |